# Municipio de Lone Tree (Dakota del Norte)
El municipio de Lone Tree (en inglés: Lone Tree Township) es un municipio ubicado en el condado de Golden Valley en el estado estadounidense de Dakota del Norte. En el año 2010 tenía una población de 126 habitantes y una densidad poblacional de 0,46 personas por km².

## Geografía
El municipio de Lone Tree se encuentra ubicado en las coordenadas 46°42′47″N 103°57′5″O / 46.71306, -103.95139. Según la Oficina del Censo de los Estados Unidos, el municipio tiene una superficie total de 272.46 km², de la cual 272,13 km² corresponden a tierra firme y (0,12 %) 0,34 km² es agua.

## Demografía
Según el censo de 2010, había 126 personas residiendo en el municipio de Lone Tree. La densidad de población era de 0,46 hab./km². De los 126 habitantes, el municipio de Lone Tree estaba compuesto por el 100 % blancos. Del total de la población el 0 % eran hispanos o latinos de cualquier raza.